# Safet Sušić
Safet Sušić (* 13. April 1955 in Zavidovići, SFR Jugoslawien, heute Bosnien und Herzegowina) ist ein ehemaliger Fußballspieler. Seine Spielerrolle war die Position des Mittelstürmers. Aufgrund seiner Dribbelfähigkeiten und guten Ballkontrolle wurde er, vor allem beim Paris Saint-Germain und bei der Nationalmannschaft Jugoslawiens aber meistens im offensiven Mittelfeld oder teilweise als Außenstürmer eingesetzt. Sušić galt im ehemaligen Jugoslawien mit Dragan Džajić als einer der besten jugoslawischen Spieler.
Von 2009 bis 2014 war er Trainer der bosnischen Fußballnationalmannschaft.

## Karriere

### Spielerkarriere
Sušić begann seine Profilaufbahn 1973 beim FK Sarajevo und spielte zwischen 1977 und 1990 54-mal in der früheren jugoslawischen Fußballnationalmannschaft im Mittelfeld und erzielte dabei 21 Tore. Zwischen 1982 und 1991 spielte er insgesamt neun Jahre beim französischen Verein Paris Saint-Germain, mit dem er je einmal Meister und Pokalsieger wurde. Beim PSG bewies sich Sušić als dribbelstarker Offensivspieler, der über einen sehr guten Torabschluss verfügte. Mit insgesamt 343 Einsätzen und 85 Toren, galt er eine Zeitlang als Rekordspieler beim Paris SG. Auch Jahre nach seinem Karriereende beim PSG, wurde er als eine Legende gefeiert und genoss ein hohes Ansehen, sowohl bei den Vereinsangehörigen und Fans des PSG, als auch den anderen Vereinen der französischen Ligue 1.
In den darauffolgenden Jahren wurde Sušić als bester Spieler aller Zeiten des PSG auserwählt. Seine Karriere beendete er 1992 in Frankreich bei Red Star Paris.

### Trainerkarriere
Zwei Jahre nach dem Ende seiner Spielerkarriere begann er seine Trainerkarriere beim französischen Erstligisten AS Cannes. Nach zwei mäßigen Saisons wechselte er in die Türkei zum Verein İstanbulspor, bei dem er zwei Jahre blieb. In den folgenden Jahren stand er bei diversen türkischen Erst- und Zweitligisten unter Vertrag, bis er am 29. Dezember 2009 als Trainer der Auswahl von Bosnien und Herzegowina einen Vertrag erhielt. Mit der bosnischen Nationalmannschaft verpasste er die Qualifikation zur EM 2012 in der Relegationsrunde knapp, was zunächst zu Diskussionen über seine weitere Eignung als Trainer führte. Er erhielt dennoch eine Vertragsverlängerung vom Vorstand des NSBiH bis zum Juli 2014 und führte die Nationalmannschaft durch die Qualifikationsrunde zur WM 2014 in Brasilien. Am 7. Mai 2014 bekannte er den Kader der Nationalmannschaft für die WM 2014. Nach zum Teil heftiger Kritik an seiner Person nach dem vorzeitigen Ausscheiden bei der WM deutete Sušić seinen Rücktritt an. Im Juli 2014 wurde sein Vertrag mit dem Fußballverband von Bosnien und Herzegowina jedoch bis zur Fußball-Europameisterschaft 2016 verlängert. Einen Tag nach einer 0:3-Niederlage in der EM-Qualifikation gegen Israel wurde er am 17. November 2014 schließlich entlassen.
Ende Januar 2017 wurde Safet Sušić Cheftrainer des türkischen Erstligisten Aytemiz Alanyaspor. Es war, in seiner Trainerkarriere, die sechste türkische Mannschaft. Von Juni 2018 bis September 2018 trainierte Safet Sušić Akhisarspor. In seiner nur kurzen Amtszeit gewann Sušić mit seiner Mannschaft den türkischen Supercup.

## Erfolge
FK Sarajevo
- Erste Liga Jugoslawiens: Vizemeister 1980

Paris Saint-Germain
- Ligue 1: Meister 1986
- Coupe de France: Pokalsieger 1983

## Auszeichnungen
FK Sarajevo
- Erste Liga Jugoslawiens: Torschützenkönig 1980
- Bester Spieler der Saison 1979/80 in Jugoslawien

Paris Saint-Germain
- Ligue 1: Bester Spieler der Saison 1982/83
- Bester Spieler in der Geschichte von Paris Saint-Germain (2010)[4]
- Bester ausländischer Spieler der französischen Liga aller Zeiten (2012)[5]

- Bester Spieler Bosnien und Herzegowinas im 20. Jahrhundert (2004)[6]

### Trainererfolg
Akhisarspor
- Türkischer Fußball-Supercup: 2018

## Sonstiges
Er ist der jüngere Bruder des ebenfalls ehemaligen professionellen Fußballspielers Sead Sušić.